# Encalypta sinica
Encalypta sinica är en bladmossart som beskrevs av Zhao Jian-cheng, Li Min in Zhao Jian-cheng, Li Min och Li Ji-biao 1999. Encalypta sinica ingår i släktet klockmossor, och familjen Encalyptaceae. Inga underarter finns listade i Catalogue of Life.